# Юрост
Юро́ст (фр. Urost) — коммуна во Франции, находится в регионе Аквитания. Департамент — Атлантические Пиренеи. Входит в состав кантона Пе-де-Морлаас и дю Монтанерес. Округ коммуны — По.
Код INSEE коммуны — 64544.

## География
Коммуна расположена приблизительно в 650 км к югу от Парижа, в 170 км южнее Бордо, в 19 км к востоку от По.
На северо-востоке коммуны протекает река Леес.

### Климат
Климат тёплый океанический. Зима мягкая, средняя температура января — от +5°С до +13°С, температуры ниже −10 °C бывают редко. Снег выпадает около 15 дней в году с ноября по апрель. Максимальная температура летом порядка 20-30 °C, выше 35 °C бывает очень редко. Количество осадков высокое, порядка 1100 мм в год. Характерна безветренная погода, сильные ветры очень редки.

## Население
Население коммуны на 2010 год составляло 64 человека.
| 1962 | 1968 | 1975 | 1982 | 1990 | 1999 | 2010 |
| ---- | ---- | ---- | ---- | ---- | ---- | ---- |
| 42   | 37   | 34   | 36   | 61   | 60   | 64   |

## Администрация
| Период | Период | Фамилия        | Партия | Примечания |
| ------ | ------ | -------------- | ------ | ---------- |
| 1995   | 2014   | Франсуа Пюйуле |        |            |
| 2014   | 2020   | Сильвет Ногю   |        |            |

## Экономика
В 2010 году среди 44 человек трудоспособного возраста (15-64 лет) 35 были экономически активными, 9 — неактивными (показатель активности — 79,5 %, в 1999 году было 70,7 %). Из 35 активных жителей работали 34 человека (16 мужчин и 18 женщин), безработным был 1 мужчина. Среди 9 неактивных 3 человека были учениками или студентами, 3 — пенсионерами, 3 были неактивными по другим причинам.

## Достопримечательности
- Церковь Св. Иоанна Крестителя (XII век)[4]